# Émilie Bounieu
Pour les articles homonymes, voir Raveau.
Émilie Bounieu ou Émilie Raveau, née en 1767 ou 1768 à Paris où elle est morte le 11 avril 1831, est une peintre française.

## Biographie
Gabrielle Antoinette Émilie Bounieu est la fille de Michel-Honoré Bounieu, peintre et graveur, et d'Henriette Fourier. Elle est la cousine du peintre Antoine Vestier.
Élève de son père, elle expose au Salon entre 1793 et 1819.
Peintre de genre, elle réalise également des portraits, des natures mortes, et autres sujets mythologiques…
Elle épouse l'architecte Antoine Rémy Raveau (1768-1848).
Elle meurt à Paris à l'âge de 63 ans. Elle est inhumée le 13 avril 1831 au cimetière du Père-Lachaise.

## Œuvres exposées aux Salons parisiens
- Une Femme qui peint, au Salon de 1793
- Deux tableaux peints en miniature, renfermés dans un même cadre. L'un une tête d'étude. L'autre un portrait de femme, au Salon de 1798
- Hélène, occupée à broder, voit arriver Laodice, au Salon de 1800
- Une tête de jeune garçon, au Salon de 1800, miniature
- Tableaux [...] / Bacchante, au Salon de 1801
- Tableaux [...] / Portrait de femme, au Salon de 1801, miniature
- Tableaux [...] / Portrait du citoyen B., au Salon de 1801
- Tableau représentant Psyché, au Salon de 1802
- Une femme occupée à peindre, au Salon de 1802, miniature
- Portrait ovale de Mme L., au Salon de 1804, miniature
- Un cadre renfermant des miniatures, au Salon de 1804
- Une femme assise devant une table, au Salon de 1804
- Vénus blessée par Diomède, est soutenue par Iris qui l'entraîne loin du camp des Grecs, et la conduit vers le char du dieu Mars, au Salon de 1804
- Pigmalion amoureux de sa statue, au Salon de 1806
- Portrait de Mme R., au Salon de 1806
- Psyché, au Salon de 1808
- Une jeune femme assise sur une fenêtre, au Salon de 1808
- La vérité dans le vin, au Salon de 1808
- Galatée, au Salon de 1810
- Jeune dame s'accompagnant du luth, et répétant, pour charmer l'ennui de l'absence, “Suivez l'honneur, mais ne m'oubliez pas”, au Salon de 1812
- Portrait de M. Marmont, chirurgien-dentiste, au Salon de 1819